# Slabtown (The Walking Dead)
"Slabtown" là tập thứ tư trong Phần 5 của series phim truyền hình The Walking Dead. Tập phim được phát sóng trên kênh AMC của Mỹ vào ngày 2 tháng 11 năm 2014. Khi phát sóng, tập phim đã được 14,518 triệu người xem trong đó có 7,6 triệu người từ 18-49 tuổi.

## Nội dung tập
Beth Greene tỉnh dậy trên một chiếc giường trong bệnh viện Grady Memorial tại thành phố Atlanta. Trên má của cô vẫn còn dấu vết của một vết rạch ngang đã được khâu lai. Beth ngồi dậy đến bên cửa sổ nhìn ra ngoài và thấy khung cảnh tan hoang của thành phố. Cô đập tay liên tục lên cánh cửa của căn phòng mà mình đang bị nhốt bên trong. Ai đó mở cửa bước vào và Beth lùi lại. Một vị bác sĩ và một nữ sĩ quan cảnh sát xuất hiện và tự giới thiệu họ là Steven Edwards và Dawn Lerner. Họ giải thích cho Beth về nơi cô đang ở và về việc họ tìm thấy cô khi cô đang ở một mình. Cuối cùng, Dawn nói với Beth rằng: "Cô nợ chúng tôi".
Beth đi cùng Steven khi anh đi một vòng kiểm tra các bệnh nhân tại đây. Steven dừng lại bên giường của một người đàn ông vẫn đang hôn mê, người này được tìm thấy dưới một gầm cầu. Nhận thấy người này đã hôn mê quá lâu và vô phương cứu chữa, Steven tắt máy hô hấp của anh ta đi và dùng kéo đâm vào não để ngăn chặn biến đổi. Steven liền giải thích với Beth rằng những gì bệnh viện có chỉ có giới hạn, và nếu bệnh nhân không cho thấy tình trạng khá hơn, họ buộc phải tước đi sự sống của bệnh nhân đó. Dawn nói rằng: "Nhanh nào, cái xác đang lạnh dần" rồi cùng Steven và Beth đưa cái xác đi đến một cửa thang máy đã bị hỏng. Steven ném cái xác xuống tầng dưới cùng, nới những walker bên dưới lao vào ăn cái xác còn ấm. In Australia, it received 0.090 million viewers, making it the highest-rated cable broadcast that day.
Khi Beth đi lấy thực phẩm trong phòng ăn, cô gặp Gorman, vị sĩ quan nam giới thiệu rằng chính anh là người đã tìm thấy Beth bên đường và cứu mạng cô. Gorman nhắc nhở cô rằng tại đây mọi thứ đều có cái giá của nó và anh ta có thể ghi nợ lại những thực phẩm cô đã lấy, cuối cùng Gorman cho rằng Beth nên tỏ thái độ cảm kích và thân thiện hơn với người đã cứu mình. Trên đường tới văn phòng của Steven, Beth đi qua phòng của Dawn và nghe thấy cô đang dặn dò Noah - một thiếu niên da màu trạc tuổi Beth về việc cậu ta phải giặt đồ cho cô đúng cách. Đến chỗ của Steven, khi thấy vị bác sĩ phàn nàn rằng công việc của mình quá nhàm chán. Beth liền đáp lại: "Nếu anh thấy mình an toàn đến mức có thể thấy cuộc đời mình nhàm chán, anh thật may mắn".
Dawn bước vào phòng của Steven và thông báo rằng họ vừa tìm thêm được một người mới và đưa về đây, tên anh ta là Gavin Trevitt, - người bị rơi từ cửa sổ tầng 2 của một tòa nhà do đang tránh sự truy đuổi của ai đó. Nam sĩ quan đã tìm được người này liền thì thầm vào tai Dawn điều gì đó. Khi nghe xong điều ấy, Dawn tỏ vẻ rất quan tâm đến tính mạng của người này. Cô nói với Steven rằng nhất quyết phải cứu lấy tính mạng của anh ta. Steven liền chỉ cho Dawn thấy những vết thâm trên bụng của Gavin rồi nói rằng người này đang bị chảy máu trong và không thể cứu chữa nổi. Dawn liền tức giận và quay sang tát Beth, khiến miệng vết rạch trên má cô bị hở ra và chảy máu. Dawn cảnh cáo Steven phải cứu lấy tính mạng người này bằng mọi giá.
Sau khi đã giúp cho tình trạng của Gavin Trevitt tạm ổn, Steven liền khâu lại vết thương trên má cho Beth và nói rằng Dawn chỉ nổi cáu như vậy mỗi khi cô ấy thấy mọi chuyện đi theo chiều hướng xấu. Steven rời khỏi và bảo Beth hãy thay một chiếc áo mới mà Noah để lại cho cô, Beth tìm thấy trong áo một cây kẹo mút và mỉm cười. Cô đi ra hành lang và nhìn thấy một số sĩ quan đưa về một người phụ nữ tên Joan - người vừa trốn thoát ra ngoài nhưng cuối cùng đã bị walker cắn và bắt lại. Dawn nói rằng họ cần phải loại bỏ phần tay bị cắn của Joan ra nhưng cô ta nhất quyết từ chối và nói rằng thà chết còn hơn. Beth bị buộc phải giữ chặt người Joan xuống để Steven thực hiện việc tách phần tay bị cắn của Joan ra.
Beth đi đến phòng giặt ủi và gặp Noah, người trước đó đã tặng cô cây kẹo mút. Beth liền hỏi cậu ta rằng tại sao Joan lại cố trốn thoát trong khi cô ấy có thể ở lại làm việc để trừ hết phần nợ của mình rồi rời khỏi. Noah nói rằng sẽ chẳng bao giờ họ có thể rời khỏi vì cậu đã bị giữ lại đây gần 1 năm trời. Noah nói rằng những người ở đây chỉ cứu những ai yếu đuối và không có khả năng chiến đấu về để bắt họ phải làm việc trả nợ. Bố của cậu, một người cao to và mạnh mẽ đã bị họ bỏ mặc vì họ sợ nếu được cứu về, ông ấy sẽ chống lại họ. Cậu và bố mình đến từ một cộng đồng những người sống sót tại Richmond, bang Virginia - nơi có những bức tường bao quanh để bảo vệ những người sống sót. Cuối cùng, Noah nói rằng những người tại đây chẳng hề biết gì về cậu, và cậu sẽ trốn thoát khỏi đây ngay khi có cơ hội.
Dawn mang cho Beth ít thức ăn và bảo cô cần ăn lấy sức để làm việc. Beth liền đáp lại rằng cô sẽ không ở lại bệnh viện lâu hơn họ muốn. Dawn cố thuyết phục Beth ở lại cống hiến cho bệnh viện. Cô nghĩ rằng thế giới sẽ quay trở lại bình thường như trước đây và sẽ có người đến cứu họ, việc giữ an toàn và trật tự cho thế giới thực sự rất quan trọng. Tuy nhiên, Beth vẫn khẳng định chắc chắn rằng cô sẽ rời khỏi. Lát sau, khi Beth đến để lau đi những vết máu trên sàn trong phòng Joan (hậu quả của việc cô ta bị tách phần tay bị cắn), Joan nghe thấy tiếng hát của Beth và tỉnh giấc. Cô nói với Beth rằng Dawn có thể kiểm soát được những sĩ quan nam còn lại, nhưng Dawn đã không làm vậy để việc quản lý những người ở đây trở nên dễ dàng hơn. Cô từ chối nói cho Beth việc Gorman đã làm với cô: "Chuyện đó chẳng quan trọng. Tôi nghĩ rằng việc thỏa thuận với quỷ dữ sẽ dễ dàng hơn khi bạn chẳng phải trả một cái giá gì cả".
Quay trở lại phòng của mình, Beth tìm cây kẹo mút được cất dưới đệm nhưng không thấy đâu. Sĩ quan Gorman đột nhiên bước vào phòng, trên miệng đang ngậm cây kẹo mút đó. Anh ta hỏi "Mất cái gì à?" và rút cây kẹo từ miệng ra nhét vào miệng Beth. Đúng lúc đó, bác sĩ Steven tới và cản anh ta lại. Gorman liền nói rằng "Cô ta nên là của tôi". Steven phản bác lại, cho rằng không ai là thuộc sở hữu riêng của người nào cả, và Joan cũng không phải là của anh ta. Dawn đến và chấm dứt cuộc tranh luận bằng cách gọi Gorman đi. Gorman liền nhìn Steven và nói lời đe dọa cuối rằng Dawn sẽ không làm người lãnh đạo mãi được đâu.
Khi nhóm cảnh sát đã đi, để lại Beth và Steven, cô liền hỏi rằng tại sao anh vẫn còn ở lại nơi này. Đáp lại câu hỏi của cô, Steven dẫn Beth xuống tầng trệt của bệnh viện. Anh dùng một cây gậy và đập vào cánh cửa kim loại, tạo nên những tiếng kêu lớn. Ngay lập tức, hàng loạt những xác sống từ bên ngoài lao đến và kêu gầm gừ. Steven nói rằng đó chính là câu trả lời của anh. Atlanta là một nơi nguy hiểm vào lúc này, và ra ngoài kia chẳng khác gì liều mạng mình cả. Tiếp theo, Steven dẫn Beth lên sân thượng của bệnh viện và kể lại lúc mà bệnh dịch bắt đầu bùng phát. Atlanta đã bị hủy diệt do bị máy bay của quân đội ném bom. Nhóm của họ lúc đó đã bắt đầu việc cứu người để đổi lại những người được cứu sẽ làm việc giúp họ. Người thủ lĩnh lúc đó tên Hanson một thời gian sau đã bị biến chất và đưa ra những quyết định sai lầm, khiến nhiều người bị chết. Lúc đó, Dawn đã "xử" anh ta và lên nắm quyền, giữ cho mọi người được an toàn. "Dù mọi chuyện tệ đến mức nào, vẫn còn tốt hơn ở dưới kia" - Steven nói.
Sau đó, bác sĩ Steven bảo Beth đi kiểm tra người đàn ông tên Gavin Trevitt và tiêm cho anh ta 75 mg thuốc Clozapine. Beth đi xuống tầng dưới và làm theo đúng những gì đã được dặn. Noah cũng tình cờ có mặt và bắt chuyện với Beth. Đúng lúc đó, Gavin đột nhiên co giật người liên tục. Lát sau, người này tắt thở và chết. Sau khi đã dùng kéo đâm vào đầu Gavin để ngăn chặn biến đổi, Dawn tức giận và hỏi Beth rằng cô đã làm gì. Noah liền nói dối là lỗi do mình, rằng cậu đã vô tình ngắt dây của máy hô hấp. Dawn liền bảo Gorman đưa Noah vào văn phòng của cô. Lát sau, Beth cố giải thích với Steven về chuyện đã xảy ra. Steven liền hỏi rằng: "Cô đã tiêm cho anh ta Clonazepam đúng không?". Beth trở nên bối rối và ngỡ rằng mình đã nghe nhầm tên thuốc. Trong khi đó ở căn phòng gần đó, Dawn đang liên tục đánh vào người Noah.
Lát sau khi Beth chỉ còn một mình trong phòng, Dawn bước vào và nói rằng cô biết lỗi không phải do Noah, rằng cô buộc phải đánh Noah vì cậu đã nói dối. Dawn cho rằng Beth không phải là lợi ích tốt đẹp như những gì mà nhóm cô đã phải hy sinh, rằng nếu Beth ở ngoài kia, Beth sẽ chỉ là gánh nặng cho những người khác. Beth đến gặp Noah, người lúc này đã xuất hiện nhiều vết bầm tím trên mặt, Noah nói rằng cậu vẫn ổn. Noah kể rằng cậu biết Gavin Trevitt có vẻ quan trọng với Dawn vì lý do nào đó. Beth nói rằng cô sẽ trốn thoát cùng cậu. Noah đáp lại rằng cậu sẽ đánh lạc hướng Beth để cô đi lấy trộm một chiếc chìa khóa thang máy dự phòng trong văn phòng của Dawn.
Khi Beth lẻn vào được văn phòng của Dawn và lục ngăn kéo, cô tìm thấy một chiếc vì cùng một chứng minh thư có ghi tên bệnh viện St. Ignatius ở mặt sau. Khi Beth nhìn sang bên, cô thấy xác chết của Joan đang nằm trên vũng máu. Trên tay Joan cầm một cây kéo, cho thấy có lẽ cô đã tự tử bằng cách cắt cho băng bịt máu mở vết thương ra.
Tạm thời không để ý đến xác của Joan, Beth cuối cùng cũng tìm được chiếc chìa khóa dự phòng dẫn đến thang máy. Đúng lúc đó, Gorman bước vào phòng và nói rằng anh ta sẽ yên lặng nếu Beth làm theo ý anh ta. Trong khi Gorman tiến lại gần sát người mình. Beth nhìn thấy Joan đã biến đổi thành xác sống. Cô giả vờ đồng ý để Gorman giở trò đồi bại với mình nhưng bất ngờ dùng một chai thủy tinh đập vào đầu anh ta, khiến anh ta ngã xuống đất và bị walker Joan tóm phải. Gorman lập tức bị Joan cắn vào cổ họng và không thể kêu lớn. Beth vội vàng lấy khẩu súng từ người Gorman và rời khỏi.
Khi đi ngang qua Dawn ở hành lang, Dawn bất ngờ hỏi Beth rằng mọi chuyện vẫn ổn chứ. Beth liền đáp lại rằng Gorman và Joan đang tìm Dawn ở văn phòng của cô ấy. Dawn cảm ơn Beth rồi rời khỏi. Ngay lập tức, Noah cùng Beth chạy về phía thang máy và dùng dây leo xuống tầng phía dưới. Họ nghe thấy tiếng hét vang lên từ phía văn phòng của Dawn trong khi Beth đang leo xuống. Khi Beth đã leo xuống an toàn, Noah leo theo Beth đến giữa tầng lưng chừng thì bị một con walker bỗng với tay tóm lấy qua khe hở của cửa thang máy. Noah hoảng loạn và bị tuột tay ngã xuống vào đám xác chết phía dưới. Beth liền nhảy xuống chỗ Noah và hỏi rằng liệu cậu có sao không, Noah đáp rằng cậu vẫn đi được.
Chân của Noah đã bị thương nên cậu chỉ có thể lết chậm. Họ phải chiến đấu với những xác sống đang tiến về phía họ để trốn thoát khỏi. Khi ra được khỏi bệnh viện, họ thấy còn rất nhiều walker khác đang xuất hiện ở phía bên kia hàng rào. Họ chui qua hàng rào và Noah chạy về phía cánh cổng trong khi Beth chiến đấu với những xác sống khác. Khi Noah đã qua được cánh cổng cũng là lúc Beth bị một sĩ quan bắt lại. Khi bị đè xuống, Beth nhìn thấy Noah đã thoát được và mỉm cười.
Lát sau, Dawn tra hỏi Beth trong văn phòng của cô ta. Và Beth nói rằng Gorman đã tấn công cô, giống như cách mà Dawn đã để mặc cho anh ta làm vậy với Joan. Dawn nói rằng cô ta buộc phải làm vậy để mọi người tiếp tục an toàn. Beth to tiếng rằng: "SẼ KHÔNG CÓ AI ĐẾN ĐÂU, DAWN. Tất cả chúng ta sẽ chết và cô để chuyện này xảy ra thật vô nghĩa!". Dawn lặng nhìn xuống sàn nhà và nhìn thấy tấm hình của cô cùng Hanso trước đây đã bị vỡ. Dawn tức giận và đánh Beth một lần nữa.
Sau đó, bác sĩ Steven đang xem xét vết thương trên trán cho Beth. Khi anh chuẩn bị rời khỏi, Beth hỏi rằng: "Làm sao mà anh biết được Trevitt là bác sĩ? Có phải đó là lý do mà anh nói sai tên thuốc cần tiêm cho tôi phải không? Tại sao anh khiến tôi phải giết anh ta? Có phải vì nếu anh ta sống, có thêm một bác sĩ nữa thì Dawn sẽ không cần anh nữa phải không?". Steven không phủ nhận lời buộc tội của Beth, anh thừa nhận rằng nếu Gavin sống thì anh có thể bị đuổi khỏi hoặc thậm chí bị giết. Steven nói rằng: "Khi người ta bắt giữ (chúa Jesus) Christ, Peter đã phủ nhận mình là một trong những môn đồ của Chúa. Anh ta không có sự lựa chọn nào khác. Người ta có thể sẽ đóng anh ta lên thập tự giá".
Sau khi Steven rời khỏi phòng, Beth cầm một cây kéo đi theo. Khi đi đến hành lang nơi Steven đang đứng, Beth chợt thấy một người khác nữa vừa được đưa vào bệnh viện trên một chiếc giường lăn, đó là Carol.

## Diễn viên

### Diễn viên chính
- Andrew Lincoln vai Rick Grimes*
- Norman Reedus vai Daryl Dixon*
- Steven Yeun vai Glenn Rhee*
- Lauren Cohan vai Maggie Greene*
- Chandler Riggs vai Carl Grimes*
- Danai Gurira vai Michonne*
- Melissa McBride vai Carol Peletier
- Michael Cudlitz vai Abraham Ford*
- Emily Kinney vai Beth Greene
- Chad Coleman vai Tyreese Williams*
- Sonequa Martin-Green vai Sasha Williams*
- Josh McDermitt vai Eugene Porter*
- Christian Serratos vai Rosita Espinosa*
- Alanna Masterson vai Tara Chambler*
- Seth Gilliam vai Gabriel Stokes*

### Diễn viên định kỳ
- Christine Woods vai Dawn Lerner
- Tyler James Williams vai Noah
- Keisha Castle-Hughes vai Joan
- Cullen Moss vai Gorman
- Erik Jensen vai Steven Edwards

*Không xuất hiện trong tập này

### Các diễn viên phụ khác
- Ricky Wayne vai Sĩ quan O'Donnell
- Teri Wyble vai Amanda Shepherd
- Timothy Scott vai Gavin Trevitt

## Cái chết trong tập
- Gavin Trevitt
- Một bệnh nhân tại bệnh viện Grady Memorial
- Joan (Lúc còn sống & Sau khi biến đổi)
- Gorman
- Jeffries

## Đánh giá
Nhìn chung, "Slabtown" nhận được phản hồi tốt từ giới phê bình nhưng bị cho là sự giảm tốc độ mạch truyện đột ngột nếu so với tập trước đó. Trang Rotten Tomatoes có 71% trong số 14 bài phê bình có phản hồi tốt về tập phim. Trong bài đánh giá với số điểm 7.7 trên 10, Matt Fowler từ trang IGN nhận xét: "Là một người từng thực sự thích thú với 2 tập phim riêng về The Governor trước đây, và cũng là một người thích Beth, tôi cảm thấy "Slabtown" có nhịp truyện khá chậm. Cũng có nhiều chi tiết hay trong tập này, nhưng thực sự nó là một sự suy giảm phong độ mạnh của phim sau cuộc thảm sát những kẻ ăn thịt người. Tôi luôn băn khăn rằng bí ẩn đằng sau nhóm người sống sót mới này là gì. Và sự thật khi được hé mở không thực sự quá đen tối hay hấp dẫn cho lắm, nếu so với những gì chúng ta đã được thấy ở các tập đầu mùa phim".

## Bên lề
- Lần xuất hiện đầu tiên của: Dawn Lerner, Noah, Steven Edwards, O'Donnell, Amanda Shepherd, Gorman, Joan, Gavin Trevitt, Jeffries.
- Tập phim đánh dấu sự quay trở lại của Beth Greene kể từ lần cuối xuất hiện của cô trong tập "Alone" (Phần 4).
- Tập phim đánh dấu lần xuất hiện đầu tiên của Atlanta kể từ lần cuối trong tập đầu Phần 2.
- Đây là tập phim thứ 7 trong toàn bộ series mà Rick không xuất hiện.
- Đây là tập phim đầu tiên mà Michael Cudlitz, Josh McDermitt, Christian Serratos, Alanna Masterson và Seth Gilliam không xuất hiện mặc dù vẫn được hiện tên trong dàn diễn viên chính.
- Slabtown hoặc Slab Town (tên tập phim) vốn là một quận đèn đỏ của Atlanta vào những năm giữa thập niên 1840s, nơi tọa lạc của bệnh viện Grady Memorial ở thời điểm hiện tại
- Bức tranh bên trong phòng của bác sĩ Steven Edwards là The Denial of Saint Peter của danh họa Caravaggio.
- Đây là một trong số những tập phim có ít nhân vật chính xuất hiện nhất.
- Những giây cuối tập phim đánh dấu lần đầu tiên Beth và Carol xuất hiện ở cùng một nơi và gặp nhau kể từ tập cuối Phần 3.
- Những bài hát được sử dụng trong tập phim này lần lượt là:
  - "Be gone dull cage" - Kiev
  - "You better run" - Junior Kimbrough
  - "Nobody's fault but mine" - Blind Willie Johnson

## Lỗi phim
- Khi Beth nhìn thấy Joan đã tự sát và chết trong phòng của Dawn, bàn tay của Joan có dính máu. Tuy nhiên khi Gorman bước vào lúc Joan biến đổi thành xác sống, máu trên tay đã biến mất.
- Gorman bị xác sống Joan cắn và máu dính đầy mặt. Tuy nhiên khi Beth bị các cảnh sát của bệnh viện bắt lại và đưa đến phòng của Dawn, xác của Gorman được nhìn thấy trên sàn nhưng hoàn toàn không có máu trên mặt.